# نمبرز (برمجية)
نمبرز (بالإنجليزية: Numbers)‏ هو تطبيق جدول بيانات تم تطويره بواسطة شركة أبل كجزء من مجموعة إنتاجية آي وورك إلى جانب كي نوت وبايجز. يتوفر تطبيق نمبرز لنظامي التشغيل آي أو إس وماك أو إس هاي سييرا أو الإصدارات الأحدث. تم الإعلان عن أرقام1.0 على نظام التشغيل ماك أو إس في 7 أغسطس 2007، مما يجعله أحدث تطبيق في مجموعة آي وورك. تم إصدار نسخة آي باد في 27 يناير 2010.  تم تحديث التطبيق لاحقًا لدعم آيفون وآي بود تاتش.

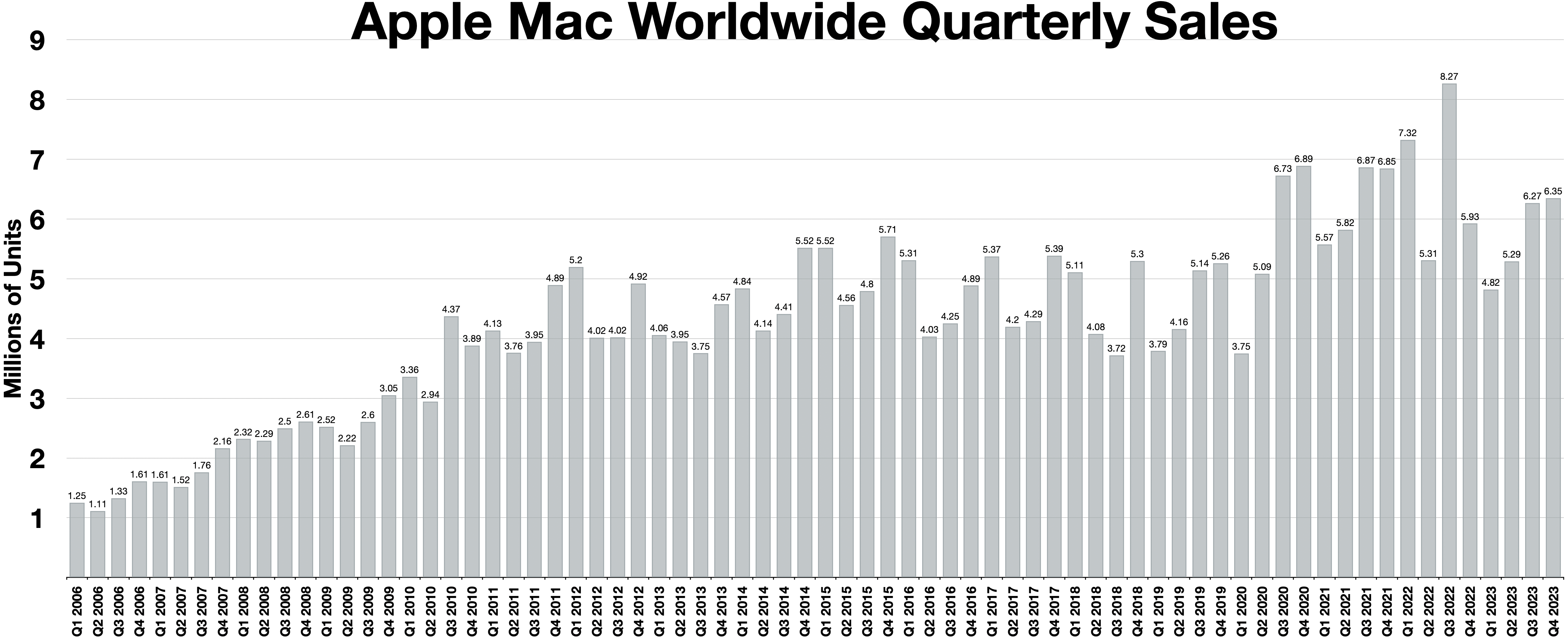
مخطط عمودي لمبيعات ماك ربع السنوية في جميع أنحاء العالم، تم إنشاؤه باستخدام نمبرز

يستخدم أرقامنهج «اللوحة» الحر الذي يخفض رتبة الجداول إلى أحد أنواع الوسائط العديدة المختلفة الموجودة على الصفحة. يتم التعامل مع الوسائط الأخرى، مثل المخططات البيانية، والرسومات، والنصوص، باعتبارها أقرانًا. وبالمقارنة، تستخدم جداول البيانات التقليدية مثل مايكروسوفت إكسل الجدول كحاوية أساسية، مع وضع الوسائط الأخرى داخل الجدول. تتضمن الأرقام أيضًا ميزات من لوتس إمبروف الرائد، ولا سيما استخدام الصيغ المستندة إلى النطاقات بدلاً من الخلايا. ومع ذلك، فإنه ينفذ هذه باستخدام مفاهيم جداول البيانات التقليدية، على عكس استخدام إمبروف لقواعد البيانات متعددة الأبعاد.
يتضمن أرقامأيضًا العديد من التحسينات الأسلوبية لتحسين المظهر المرئي لجداول البيانات. في العرض التقديمي، قدم ستيف جوبز واجهة أكثر قابلية للاستخدام وتحكمًا أفضل في مظهر وتقديم جداول البيانات.

## الوصف

### النموذج الأساسي
تعمل الأرقام بطريقة مختلفة إلى حد ما عن جداول البيانات التقليدية مثل مايكروسوفت إكسل أو لوتس 1-2-3. في النموذج التقليدي، يعتبر الجدول المواطن من الدرجة الأولى للنظام، حيث يعمل كواجهة أساسية للعمل وكحاوية لأنواع أخرى من الوسائط مثل المخططات البيانية أو الصور الرقمية. في الواقع، فإن جدول البيانات والجدول هما نفس الشيء. على النقيض من ذلك، يستخدم نمبرز «لوحة قماشية» منفصلة ككائن حاوية أساسي، وتعد الجداول من بين العديد من الكائنات التي يمكن وضعها داخل اللوحة القماشية.
هذا الاختلاف ليس مجرد حالة بناء جملة. لتوفير مساحة عمل كبيرة، تقوم جداول البيانات التقليدية بتوسيع الجدول في X وY لتشكيل شبكة كبيرة جدًا – من الناحية المثالية لا نهائية، ولكنها تقتصر عادةً على بعض الأبعاد الأصغر. تحتوي بعض هذه الخلايا، التي يختارها المستخدم، على بيانات. يتم التعامل مع البيانات باستخدام الصيغ، والتي يتم وضعها في خلايا أخرى في نفس الورقة وإخراج نتائجها مرة أخرى إلى شاشة خلية الصيغة. أما بقية الورقة فهي «متناثرة» وغير مستخدمة حاليًا.
غالبًا ما تصبح أوراق العمل معقدة للغاية بسبب بيانات الإدخال والقيم الوسيطة من الصيغ ومساحات الإخراج، والتي تفصلها مساحات فارغة. لإدارة هذا التعقيد، يسمح لك برنامج إكسل بإخفاء البيانات غير ذات الأهمية، غالبًا ما تكون قيمًا وسيطة. قدم كواترو برو بشكل شائع فكرة وجود أوراق متعددة في كتاب واحد، مما يسمح بتقسيم البيانات بشكل أكبر؛ ويقوم إكسل بتنفيذ ذلك كمجموعة من علامات التبويب على طول الجزء السفلي من المصنف.
على النقيض من ذلك، لا يحتوي أرقامعلى جدول بيانات أساسي بالمعنى التقليدي ولكنه يستخدم جداول فردية متعددة لهذا الغرض. الجداول عبارة عن مجموعة من الخلايا X وY، مثل ورقة، ولكنها تمتد فقط إلى حدود البيانات التي تحتوي عليها. يمكن دمج كل قسم من البيانات أو الناتج من الصيغ في جدول موجود أو وضعه في جدول جديد. يمكن للمستخدم جمع الجداول على لوحات قماشية واحدة أو متعددة. في حين أن ورقة إكسل النموذجية تحتوي على بيانات متناثرة عبرها، يمكن للوحة قماش أرقامبناء نفس الناتج من خلال جداول فردية أصغر تحتوي على نفس البيانات.

### الصيغ والوظائف
لنفترض وجود جدول بيانات بسيط يستخدم لحساب القيمة المتوسطة لجميع مبيعات السيارات في شهر واحد لسنة معينة. قد تحتوي الورقة على رقم الشهر أو اسمه في العمود «أ»، وعدد السيارات المباعة في العمود «ب»، والدخل الإجمالي في العمود «ج». يرغب المستخدم في إكمال مهمة «حساب الدخل المتوسط لكل سيارة مباعة عن طريق قسمة الدخل الإجمالي على عدد السيارات المباعة ووضع المتوسط الناتج في العمود «د». من وجهة نظر المستخدم، فإن القيم في الخلايا لها محتوى دلالي، فهي «السيارات المباعة» و«الدخل الإجماليس ويريد المستخدم التلاعب بهذا لإنتاج قيمة مخرجات، «السعر المتوسط».
في جداول البيانات التقليدية، يتم فقدان القيمة الدلالية للأرقام. الرقم الموجود في الخلية ب 2 ليس «عدد السيارات المباعة في شهر يناير»، ولكن ببساطة «القيمة الموجودة في الخلية ب 2». تعتمد صيغة حساب المتوسط على معالجة الخلايا، في النموذج =C2/B2. نظرًا لأن جدول البيانات لا يدرك رغبة المستخدم في أن يكون د عمود إخراج، يقوم المستخدم بنسخ هذه الصيغة في جميع الخلايا في د. ومع ذلك، نظرًا لأن الصيغة تشير إلى بيانات في صفوف مختلفة، فيجب تعديلها أثناء نسخها إلى الخلايا في د، وتغييرها للإشارة إلى الصف الصحيح. على سبيل المثال، الصيغة في د 4 ستكون =C4/B4. يقوم إكسل بأتمتة هذه المهمة اللاحقة باستخدام نظام مرجعي نسبي يعمل طالما تحتفظ الخلايا بموقعها بالنسبة للصيغة. ومع ذلك، يتطلب هذا النظام من إكسل تتبع أي تغييرات في تخطيط الورقة وضبط الصيغ، وهي عملية بعيدة كل البعد عن كونها خالية من الأخطاء.
أثناء تطوير إمبروف، اكتشف فريق لوتس أن هذه الأنواع من الصيغ كانت صعبة الاستخدام ومقاومة للتغييرات المستقبلية في تخطيط جدول البيانات. وكان حلهم هو جعل المستخدم يحدد بشكل صريح المحتوى الدلالي للأوراق — حيث يحتوي العمود «ب» على «السيارات المباعة». كانت نطاقات البيانات هذه تُعرف باسم «الفئات». تمت كتابة الصيغ من خلال الإشارة إلى هذه الفئات بالاسم، مما أدى إلى إنشاء فئة جديدة يمكن (إذا رغبت في ذلك) وضعها في الورقة للعرض. باستخدام مثال السيارة، ستكون الصيغة في إمبروف هي average per car = total income / cars sold. لن تؤثر التغييرات التي تطرأ على تخطيط الورقة على الصيغ؛ حيث تظل البيانات محددة بغض النظر عن المكان الذي يتم نقلها إليه. وهذا يعني أيضًا أن الصيغ التي تحسب القيم الوسيطة لم تكن بحاجة إلى وضعها في الورقة وعادةً ما كانت لا تشغل مساحة. الجانب السلبي لنهج إمبروف هو أنه طالب بمزيد من المعلومات من المستخدم مقدمًا وكان يُعتبر أقل ملاءمة للحسابات «السريعة والدقيقة» أو بناء القائمة الأساسية.
يستخدم أرقامنهجًا هجينًا لإنشاء الصيغ، ويدعم استخدام البيانات المسماة مثل إمبروف، ولكن يتم تنفيذها في ورقة مثل إكسل. في التشغيل الأساسي، يمكن استخدام الأرقام تمامًا مثل إكسل؛ ويمكن كتابة البيانات في أي مكان، ويمكن إنشاء الصيغ عن طريق الإشارة إلى البيانات حسب خلاياها. ومع ذلك، إذا قام المستخدم بكتابة عنوان في الجدول، وهو ما يفعله المستخدم عادةً كمسألة بديهية، يستخدم أرقامهذا لإنشاء نطاق مسمى تلقائيًا للخلايا الموجودة في هذا الصف أو العمود. على سبيل المثال، إذا كتب المستخدم «شهر» في أ 1 ثم كتب الأسماء «يناير»، «فبراير»، وما إلى ذلك في الخلايا الموجودة أسفله، يقوم أرقامبإنشاء نطاق مسمى للخلايا من أ 2 إلى أ 13 ويعطيها اسم «شهر». وينطبق الشيء نفسه عندما يقوم المستخدم بإدخال الأرقام الخاصة بـ«المبيعات» و«الدخل». يمكن للمستخدم بعد ذلك كتابة صيغة المتوسط في تنسيق نصي يشبه الفئة، = total income / cars sold. ستقوم الصيغة بالعثور على البيانات المناسبة وحساب النتائج بشكل مستقل عن الصف. مثل إمبروف، لا تشير هذه الصيغة إلى الموقع المادي للبيانات في الورقة، وبالتالي يمكن تعديل الورقة بشكل كبير دون التسبب في فشل الصيغة.
على غرار إمبروف، يمكن تمثيل الصيغ كأيقونات في نمبرز، مما يسمح بسحبها حول الأوراق. أحد الأمثلة الجديرة بالملاحظة على ذلك هو الشريط الجانبي الذي يحتوي على المجموع والمتوسط والحسابات الأساسية الأخرى للتحديد الحالي في الجدول النشط. تخدم هذه وظيفة مماثلة للمجموع الذي يظهر في أسفل النافذة في مايكروسوفت إكسل. ومع ذلك، يمكن للمستخدم سحب أحد أيقونات الوظيفة من الشريط الجانبي إلى الورقة لجعل الحساب يظهر في هذا الموقع. في إشارة أخرى إلى إمبروف، تعرض قائمة الصيغ جميع الصيغ في جدول البيانات في منطقة منفصلة وتسمح بالتحرير في مكانها أو التنقل بسهولة لاستخدامها في الأوراق.
يحتوي نمبرز'09 على 262 دالة مدمجة يمكن استخدامها في الصيغ. وهذا يتناقض مع 338 دالة في إكسل 2007. العديد من الدوال في أرقاممتطابقة مع تلك الموجودة في إكسل؛ الدوال المفقودة تميل إلى أن تكون مرتبطة بالإحصائيات، على الرغم من أن هذه المنطقة تم تحسينها بشكل كبير في نمبرز'09.
يتضمن نمبرز'09 نظامًا لتصنيف البيانات مشابهًا لجداول البيانات المحورية. تم تقديم جداول البيانات المحورية في إمبروف وتم التعامل معها عن طريق سحب رؤوس الفئات، مما يسمح للمستخدم بتدوير الصفوف بسرعة إلى أعمدة أو العكس. على الرغم من أن أرقاميحتوي على كائنات قابلة للسحب مماثلة تمثل الصيغ، إلا أنها لا تُستخدم لهذه الميزة والتلاعب المباشر مفقود. بدلاً من ذلك، يضع أرقامقوائم منبثقة في رؤوس الأعمدة مما يسمح للمستخدم بطي صفوف متعددة إلى إجماليات (مجموعات، متوسطات، إلخ) بناءً على البيانات المشتركة عبر الصفوف. هذه وظيفة مماثلة لجدول البيانات المحوري ولكنها تفتقر إلى سهولة إعادة ترتيب نموذج إمبروف والميزات المتقدمة الأخرى. يعمل أرقام5.2، الذي تم إصداره في 17 سبتمبر 2018، على تحسين هذه الميزات بشكل أكبر من خلال إضافة فئات ذكية، مما يسمح للمستخدم «بتنظيم الجداول وتلخيصها بسرعة للحصول على رؤى جديدة».
تمت إضافة الجداول المحورية لاحقًا إلى أرقام11.2 في 28 سبتمبر 2021.

### التخطيط والعرض
نظرًا لأن أرقاميستخدم القماش كأساس للمستند، فإن الوسائط ليست مرتبطة بالجداول؛ يمكن للمرء إنشاء قماش أرقاميحتوي على مجموعة من الصور ولكن بدون جداول. في الاستخدام النموذجي، يتم وضع جدول أو أكثر على القماش وتحديد حجمه ونمطه لإظهار البيانات ذات الأهمية فقط. يتم عادةً وضع المخططات والعلامات حول الجداول. يمكن أيضًا إضافة وسائط أخرى، مثل الصور الفوتوغرافية أو الرسوم التوضيحية.

### مميزات أخرى
- سير عمل يركز على الجدول يتيح هيكلة القوائم باستخدام الرؤوس والملخصات.
- خلايا مربع الاختيار، والمنزلق، والقائمة المنسدلة.
- سحب وإفلات الوظائف من الشريط الجانبي إلى الخلايا.
- معاينة الطباعة التي تسمح بالتحرير أثناء المعاينة.
- الاستيراد من مايكروسوفت إكسل. يفتقر هذا إلى بعض ميزات إكسل، بما في ذلك فيجوال بيسك للتطبيقات (غائب أيضًا في إصدار 2008 من أوفيس لنظام التشغيل ماك، على الرغم من إعادة تقديمه لإصدار 2011 ) وجداول البيانات المحورية (المضافة في الإصدار 11.2).
- تصدير إلى مايكروسوفت إكسل.

## الاستقبال
حظي أرقامباستقبال جيد في الصحافة، وخاصةً بسبب صيغه النصية ومظهره النظيف وسهولة استخدامه. وقد منحه ماكوورلد درجات عالية، وخاصة الإصدارات الأحدث، حيث منح نمبرز'09 أربع درجات من أصل خمسة. كما أشاروا إلى العديد من المشكلات الشائعة، وخاصة مشكلات التصدير إلى إكسل وعدم القدرة على «قفل» الخلايا لمنعها من التحرك عند تمرير الجدول. كما تلقى أرقاملأجهزة آيفون وآي باد مراجعات إيجابية مماثلة.
ومع ذلك، أحدث الإصدار 3.0 من أرقامموجة من الشكاوى بسبب فقدان ميزات تجارية مهمة, حيث أظهر مجتمع دعم أبل نسبة 10 إلى 1 من المستخدمين غير الراضين عن الإصدار الأحدث من نمبرز. أعادت الإصدارات 4 و5 من البرنامج العديد من هذه الميزات وأضافت العديد من الميزات والوظائف الجديدة. في مراجعتهم للإصدار 5، خلصت ماكوورلد إلى أن «الأرقام 5 لنظام التشغيل ماك يطور التطبيق، مما يجعله أكثر فائدة لأغراض أكثر وبجهد أقل، لكنه لا يزال ظلًا لبرامج جداول البيانات التجارية كاملة الميزات».

## الملاحظات
1. ↑  لأسباب غير مذكورة في الوثائق، تتم الإشارة إلى اللوحات باسم «الأوراق» داخل البرنامج.
2. ↑  يمكن لبرنامج أرقام التعامل مع ما يصل إلى 1،000،000 صف في 1,000 عمود لكل جدول،[7] في حين أن أحدث إصدارات برنامج إكسل من أوفيس 2010 فصاعدًا كان لها حد أقصى يبلغ 1،048،576 صفًا في 16،384 عمودًا. وقد غيّر برنامج إكسل حجمه الأقصى عدة مرات، فكان في الأصل 16,384 صفًا في 128 عمودًا، في حين كانت برامج أخرى من نفس العصر تقارن نفسها غالبًا بزيادة هذا الحجم، على سبيل المثال، كان حجم برنامج وينج زد 32،768 في 32،768 على سبيل المثال.

## وصلات خارجية
- —الموقع الرسمي
- نمبرز—الموارد المجانية في مجتمع آي وورك